# Mango doré
Anthracothorax dominicus
Espèce
Statut de conservation UICN

 LC  : Préoccupation mineure
Statut CITES
Le Mango doré (Anthracothorax dominicus) est une espèce de colibris de la sous-famille des Polytminae.

## Distribution
Le Mango doré se trouve dans les Antilles sur l'île d'Hispaniola, Porto Rico, les Îles Vierges britanniques et les Îles Vierges des États-Unis.

Carte de répartition de l'espèce

## Référence
(en) « Neotropical Birds Online », Cornell Lab of Ornithology, 2 mai 2011